# Goldzug
Der Begriff Goldzug bezeichnet die Affäre um einen verschwundenen Zug mit von ungarischen Juden enteigneten Wertgegenständen zur Endzeit des Nationalsozialismus. Dabei geht es um die Ausplünderung des mutmaßlichen „Goldzuges“ mit insgesamt 24 Waggons durch ungarische, österreichische, deutsche und amerikanische Soldaten und Bürger.

## Geschichte
Ab dem 19. März 1944 wurden die ungarischen Juden per Dekret des ungarischen Staates enteignet und ab dem 15. Mai vom Sondereinsatzkommando Eichmann unter Adolf Eichmann nach Auschwitz deportiert. 437.000 von etwa 800.000 Juden wurden bis zum 9. Juli 1944 deportiert und nahezu ausnahmslos ermordet. Die in Budapest verbliebenen Juden wurden ebenfalls enteignet, aber ab Oktober 1944 nur noch zu einem Teil deportiert. Als die Rote Armee 1944 näherrückte, beschloss das nazitreue Pfeilkreuzler-Regime, die geraubten Wertgegenstände ins Deutsche Reich zu transportieren.
So startete „angeblich“ im März 1945 an der österreichisch-ungarischen Grenze ein Güterzug mit 46 Wagen, davon waren 24 mit jüdischem Raubgut gefüllt. Der Zug sei beladen gewesen mit Kisten voll Gold, Silber, Juwelen, Schmuck, Münzen, Bargeld, Geschirr, Gemälden, Teppichen, Porzellan, Pelzen, Sakralgegenständen, Uhren, Briefmarkensammlungen und so weiter. In Hopfgarten in Tirol wurde ein Teil der Kisten per LKW-Transport von einem Angehörigen des Pfeilkreuzler-Regimes abgezweigt. Der „Goldzug“ fuhr weiter und wurde in Bad Gastein zunächst im Tauerntunnel versteckt. Bei Böckstein erreichte am 11. Mai der restliche Zug die amerikanische Besatzungszone. Der Zugbegleiter László Avar übergab die Waggons schließlich am 16. Mai in Werfen der US-Armee. Der Zuginhalt wurde zunächst in einer Kaserne in Salzburg gelagert, der Wert wurde von US-Behörden auf etwa 150 Millionen Dollar geschätzt. US-Armeeangehörige sollen sich aus diesen ungarischen Wertbeständen eigenmächtig „bedient“ haben. In Salzburg statteten amerikanische Offiziere ihre Büros und Häuser mit Gegenständen aus dem „Goldzug“ aus. Ende 1945 wollte Gideon Rafael von der Jewish Agency das Lager besichtigen, ihm wurde zunächst der Zutritt verweigert. Als die Agency im Jahr 1946 das Lager besuchte, waren von den 24 Wagen nur noch 16 vorhanden. Schließlich wurde ein Teil der Gegenstände unter der Regie der UN-Flüchtlingskommission in New York bei Auktionen veräußert.
Über Jahrzehnte gab es zwischen der US-Regierung und der ungarischen Regierung Verhandlungen um die Rückerstattung. Bei einer dieser Verhandlungen brachte US-Außenminister Cyrus Vance im  Januar 1978 die ungarische Stephanskrone wieder nach Budapest zurück. 1998 setzte Bill Clinton die „Presidential Advisory Commission on Holocaust Assets in the United States“ ein, die u. a. den Verbleib der Schätze des „Goldzugs“ klären sollte. Deren Bericht brachte auf vier Seiten allerdings wenig Erhellendes. Inzwischen hatten 33 ungarische Holocaust-Überlebende Klage eingereicht. Sie erreichten im Jahr 2005 einen Vergleich: Die US-Regierung zahlte 25,5 Millionen Dollar für Sozialhilfeprojekte zugunsten ungarisch-jüdischer NS-Opfer.